# 1905 na Alemanha
Esta é uma cronologia dos fatos acontecimentos de ano 1905 na Alemanha.

## Eventos
- 2 de janeiro: Na colônia alemã do Sudeste da África, as tropas alemãs conquistam a fortaleza dos povos namas.
- 27 de fevereiro: A primeira catedral protestante da Prússia é inaugurada em Berlim.
- 31 de março: O imperador alemão Guilherme II chega ao porto marroquino para visitar a Tânger.
- 23 de julho: O imperador alemão Guilherme II e o czar Nicolau II reúnem-se na ilha Björkö.
- 1 de dezembro: O censo determina que a população do Reich alemão tem 60.641.278 pessoas. A capital de Berlim tem uma população de 2.040.148.